# Manfred Tebeck
Manfred „Mucki“ Tebeck (* 17. November 1969 in Duisburg) ist ein deutscher ehemaliger Fußballspieler und heutiger Trainer.

## Karriere
Der Mittelfeldspieler gehörte ab 1990 dem Profikader des MSV Duisburg an und machte nach dem Bundesligaaufstieg 1991 in der Saison 1991/92 seine ersten Spiele im deutschen Oberhaus gegen den VfL Bochum und den 1. FC Köln. Nach dem direkten Wiederabstieg absolvierte Tebeck für den MSV 14 Spiele (zwei Tore) in der 2. Bundesliga, am Saisonende schaffte er mit Duisburg die Rückkehr in die Bundesliga. Dort kam er in der Spielzeit 1993/94 auf drei weitere Einsätze.
Manfred Tebeck war in den Folgejahren als Spieler außer beim MSV Duisburg auch noch beim VfB Homberg, Rot-Weiß Oberhausen, dem 1. FC Bocholt und Hamborn 07 aktiv, bevor er 2003 zum Landesligisten TuRa 88 Duisburg ging. Hier wechselte er 2008 ins Traineramt. Von April 2011 bis Juni 2015 war er Trainer bei Viktoria Goch.
Seit 2015 betreibt Tebeck eine eigene Fußball-Akademie unter dem Namen „Mucki Tebeck Akademie“ in Duisburg auf der Platzanlage des VfB Homberg.